# 34469 Danishmahmood
34469 Danishmahmood è un asteroide della fascia principale. Scoperto nel 2000, presenta un'orbita caratterizzata da un semiasse maggiore pari a 2,9420169 au e da un'eccentricità di 0,0849261, inclinata di 1,35869° rispetto all'eclittica.